# La Clua de Meià
La Clua de Meià o simplement Clua és una localitat del terme municipal d'Artesa de Segre (Noguera). Està situada en un coster a l'esquerra del barranc de la Clua o de Catarena, que desguassa al riu Boix. El 2019 tenia 17 habitants.

## Història
Les primeres notícies d'aquest lloc són de l'any 1059 quan Arsenda d'Àger, muller d'Arnau Mir de Tost, va donar unes vinyes situades en aquest indret al monestir de Santa Maria de Meià. Hi fou bastida l'església de Sant Julià, d'origen romànic però reconstruïda en època barroca, que depenia de Sant Miquel de Montmagastre. El castell de la Clua pertanyia a la família Meià.
Prop del poble hi ha l'església troglodítica de Sant Martí, possiblement d'origen premusulmà, reconvertida a presó. L'any 1311 el castell seria donat per Dolça de Cervera al seu fill Pere II d'Ayerbe. Aquest el permutà al rei Jaume II per propietats a l'Aragó.
Segons el diccionari de Pascual Madoz, a mitjans de segle xix, Clua tenia 20 cases i produïa sègol, civada, patates, vi i oli i s'hi criaven vaques i ovelles. El pressupost del poble era de 300 rals i s'abastien de l'aigua de les nombroses fonts de l'indret.
A mitjans del segle xix, el municipi de Clua, s'uní al de Baldomar, i l'any 1926, Baldomar i els seus agregats (Vernet, Clua i la Vall d'Ariet) van ser annexionats al municipi d'Artesa de Segre.
Durant la dècada dels anys 1960 el poble va quedar totalment despoblat, però a la dècada de 1970, un grup de joves va instal·lar-se al poble. Van reconstruir el poble i van orientar la seva activitat cap a l'elaboració de formatge de cabra artesanal.